# Rumeni katanec
Rumeni katanec (znanstveno ime Reseda lutea) je trajnica iz družine katančevk.

## Opis
Cvetovi rumenega katanca imajo po šest rumenih venčnih listov in šest čašnih listov, ploščica zgornjih dveh venčnih listov pa je trikrpa. Rastlina cveti od maja do avgusta. Ta rastlinska vrsta izvira iz Evrazije in Severne Afrike, kasneje pa se je razširila tudi v Avstralijo in v Ameriko.